# Руди Геј
Руди Карлтон Геј Млађи (енгл. Rudy Carlton Gay Jr; Бруклин, Њујорк, 17. август 1986) бивши је амерички кошаркаш. Играо је на позицијама крила и крилног центра.

## Биографија
Геј је провео две сезоне (2004—2006) на Универзитету Конектикат где је наступао за екипу Конектикат хаскиса.
На НБА драфту 2006. одабрали су га Хјустон рокетси као 8. пика, али је одмах мењан у Мемфис гризлисе. Са њима је играо до јануара 2013. када је трејдован у Торонто репторсе. У децембру исте године је поново трејдован, овога пута у Сакраменто кингсе. Дана 6. јула 2017. године Геј је потписао двогодишњи уговор са Сан Антонио спарсима.
Са кошаркашком репрезентацијом Сједињених Америчких Држава освојио је златне медаљe на Светским првенствима 2010. и 2014. године.

## Успеси

### Репрезентативни
- Светско првенство:  2010, 2014.

### Појединачни
- Идеални тим новајлија НБА — прва постава: 2006/07.